# 세상에 나쁜 개는 없다
《세상에 나쁜 개는 없다》는 매주 토요일 밤 9시 55분에 방송되는 EBS 1TV의 동물 전문 교양 프로그램이다. 줄여서 세나개라고도 부른다.

## 기획 의도
반려견의 문제 행동의 원인을 파악하여 행동 교정을 하고 반려견을 키우는 보호자들에게 도움을 주는 프로그램이다.

## 방송 시간
| 방송 채널 | 방송 기간                         | 방송 시간                    | 방송 시간                    | 비고      |
| --------- | --------------------------------- | ---------------------------- | ---------------------------- | --------- |
| EBS 1TV   | 2015년 9월 4일 ~ 2016년 8월 26일  | 매주 금요일 저녁 8:20 ~ 8:50 | 매주 금요일 저녁 8:20 ~ 8:50 | 독립 편성 |
| EBS 1TV   | 2016년 9월 23일 ~ 2018년 3월 16일 | 매주 금요일 밤 10:45 ~ 11:35 | 매주 금요일 밤 10:45 ~ 11:35 | 독립 편성 |
| EBS 1TV   | 2018년 8월 31일 ~ 2019년 6월 28일 | 매주 금요일 밤 10:45 ~ 11:35 | 매주 금요일 밤 10:45 ~ 11:35 | 독립 편성 |
| EBS 1TV   | 2020년 2월 7일 ~ 2020년 3월 27일  | 매주 금요일 밤 10:45 ~ 11:35 | 매주 금요일 밤 10:45 ~ 11:35 | 독립 편성 |
| EBS 1TV   | 2020년 8월 28일 ~ 2021년 10월 1일 | 매주 금요일 밤 10:45 ~ 11:35 | 매주 금요일 밤 10:45 ~ 11:35 | 독립 편성 |
| EBS 1TV   | 2022년 3월 4일 ~ 2023년 3월 31일  | 매주 금요일 밤 10:45 ~ 11:35 | 매주 금요일 밤 10:45 ~ 11:35 | 독립 편성 |
| EBS 1TV   | 2018년 5월 4일 ~ 2018년 8월 17일  | 매주 금요일 밤 10:45 ~ 11:20 | 매주 금요일 밤 10:45 ~ 11:20 | 독립 편성 |
| EBS 1TV   | 2018년 3월 23일 ~ 2018년 4월 27일 | 매주 금요일 밤 10:45 ~ 11:30 | 매주 금요일 밤 10:45 ~ 11:30 | 독립 편성 |
| EBS 1TV   | 2019년 7월 5일 ~ 2020년 1월 31일  |                              |                              |           |
| EBS 1TV   | 1부                               | 매주 금요일 밤 10:45 ~ 11:05 | 분리 편성                    |           |
| EBS 1TV   | 2부                               | 매주 금요일 밤 11:05 ~ 11:35 | 분리 편성                    |           |
| EBS 1TV   | 2020년 4월 3일 ~ 2020년 8월 21일  | 매주 금요일 밤 10:40 ~ 11:30 | 매주 금요일 밤 10:40 ~ 11:30 | 독립 편성 |
| EBS 1TV   | 2021년 10월 8일 ~ 2022년 2월 25일 | 매주 금요일 밤 11:05 ~ 11:55 | 매주 금요일 밤 11:05 ~ 11:55 | 독립 편성 |
| EBS 1TV   | 2023년 4월 7일 ~ 2025년 2월 21일  | 매주 금요일 밤 10:50 ~ 11:40 | 매주 금요일 밤 10:50 ~ 11:40 | 독립 편성 |
| EBS 1TV   | 2025년 3월 29일 ~ 현재            | 매주 토요일 밤 9:55 ~ 10:45  | 매주 토요일 밤 9:55 ~ 10:45  | 독립 편성 |

## 자문 및 치유
- 1대 반려견 행동교육 전문가: 강형욱 (2015년 3월 5일 ~ 2018년 4월 13일)
- 2대 반려견 행동교육 전문가 & 수의사: 설채현 (2018년 4월 20일 ~ 현재)[2]

## 내레이션
- 파일럿 : 김태균 (2015년 3월 5일 ~ 2015년 3월 26일)
- 1대 : 박성호 (2015년 9월 4일 ~ 2016년 1월 1일)
- 2대 : 박영진 (2016년 1월 8일 ~ 2016년 8월 26일)
- 3대 : 황제성 (2016년 9월 23일 ~ 현재)
- 임시 : 임수정 (2016년 10월 21일)

## 같이 보기
- 개

## 동일 소재 프로그램
- 우리말 겨루기 (KBS 교양운영팀 제작)
- 가족오락관, 상상오락관, 옥탑방의 문제아들 (KBS 예능운영팀 제작)
- 동물의 왕국, 동물의 세계, 동물극장 단짝 (KBS 1TV)
- 주주클럽, 슈퍼독, 단짝, 은밀하고 위대한 동물의 사생활, 개는 훌륭하다, 동물은 훌륭하다, 나는 아픈 개와 산다, 펫 비타민 (KBS 2TV)
- 동물일기, 야옹멍멍 귀여워, 고양이를 부탁해, 아기 동물 귀여워, 펫하트, 극한 직업 (EBS 1TV)
- 세계의 비밀 수호대 번개맨 (EBS 2TV)
- 타타와 쿠마 (EBS·5BRICKS 공동 제작)
- 와우! 동물천하, 애니멀즈, 하하랜드, 오래봐도 예쁘다, 2020 추석특집 아이돌 멍멍 선수권대회, 심장이 뛴다 38.5 (MBC TV)
- TV 동물농장, 어쩌다 마주친 그 개, 펫미픽미, 푸바오와 할부지, 생활의 달인, 더솔져스, 검은 양 게임 (SBS TV)
- 마리와 나, 그랜드 부다개스트, 우리집 막내극장 (JTBC)
- 기막힌 동물원, 우리집에 해피가 왔다 (MBN)
- 동고동락, 개먼드라마 파트라슈 (TV조선)
- 대화가 필요한 개냥, 냐옹은 페이크다, 캣츠 앤 독스, 슬기로운 의사생활, 슬기로운 의사생활 시즌2, 해치지 않아, 해치지 않아 X 스우파, 슈퍼액션 (tvN)
- 펫토리얼리스트 (온스타일)
- 이 주의 책 (cpbc FM)
- 개별방송, 식빵 굽는 고양이, 잘살아보시개, 오 마이 펫, 여자친구! 강아지를 부탁해, 펫 닥터스 (skyPetpark)
- 상상고양이 (MBC 에브리원)
- 달려라 댕댕이 (MBC 에브리원, MBC 스포츠플러스 공동 제작)
- 펫츠고! 댕댕트립 (SBS 플러스)
- 소나무의 펫하우스 (SBS MTV)
- 라디오 북클럽, 주말하이킥 이윤석입니다 (MBC 표준FM)
- 개밥 주는 남자, 너는 내 운명, 서민갑부 (채널A)
- 천재! 시무라 동물원 (日 NTV)
- 도그 위스퍼러 (美 NGC채널)
- 지옥에서 온 고양이 (美 애니멀 플래닛)
- 개과천선 아메리카 (영국 채널 4, Sky One)

## 특이 사항
- 한쪽 옆구리 입이 거의 사라진 마루와 관련된 이야기가 있으며, 행동 교정과는 별개로 복원 수술 과정을 거치는 것을 다루는 이야기도 존재하게 되었다.
- 저명 인사로는 개그우먼 남효나와 배우 이용녀 외에도 미나[3], 강준우, 크러쉬, 김영희, 허경환, 하재숙, 후지타 사유리, 아린[4], 설하윤, 장동민 등이 이 프로그램에 소개되었다.[5]
- 강아지 공장에 관한 이야기도 수 차례에 걸쳐 다룬 적이 있었고, 비글구조네트워크의 협조를 받아 촬영된 적도 있었다.
- 2019년에 있었던 고성-속초 산불에 관한 반려견 대피 요령에 대해 설채현 전문가의 요청을 받고 대응할 수 있는 이야기를 둔 적도 있었다.[6]
- EIDF 관련 다큐멘터리가 방송되는 기간 동안에는 세나개는 무조건 결방된다. 다만 EBS가 교육 관련 토론 프로그램[7]을 특집 편성으로 들어갈 경우에도 가끔 결방될 수도 있다.
- 그 외에도 뚱견에 관한 이야기도 소개되었고, 길건[8] 등도 물론 깜짝 출연하였다.
- 드물게도 외국인이 세나개에 소개된 적이 몇 번 있다. 하나는 가족이 외국인으로 구성되어 있는 경우[9] 이고, 또 다른 하나는 한국인의 부인을 둔 미국인 남편인 찰스가 사연 신청자로 세나개에 신청하기도 하였다.[10]
- 북한산 들개에 관한 이야기도 소개되어, 들개 새끼 강아지들이 제주특별자치도를 포함한 전국 각지로 입양을 간 내용도 있었다.